# Rougemontier
Rougemontier – miejscowość i gmina we Francji, w regionie Normandia, w departamencie Eure.
Według danych na rok 1990 gminę zamieszkiwały 762 osoby, a gęstość zaludnienia wynosiła 64 osoby/km² (wśród 1421 gmin Górnej Normandii Rougemontier plasuje się na 314 miejscu pod względem liczby ludności, natomiast pod względem powierzchni na miejscu 247).